# Eclecticismo en la arquitectura de Bilbao

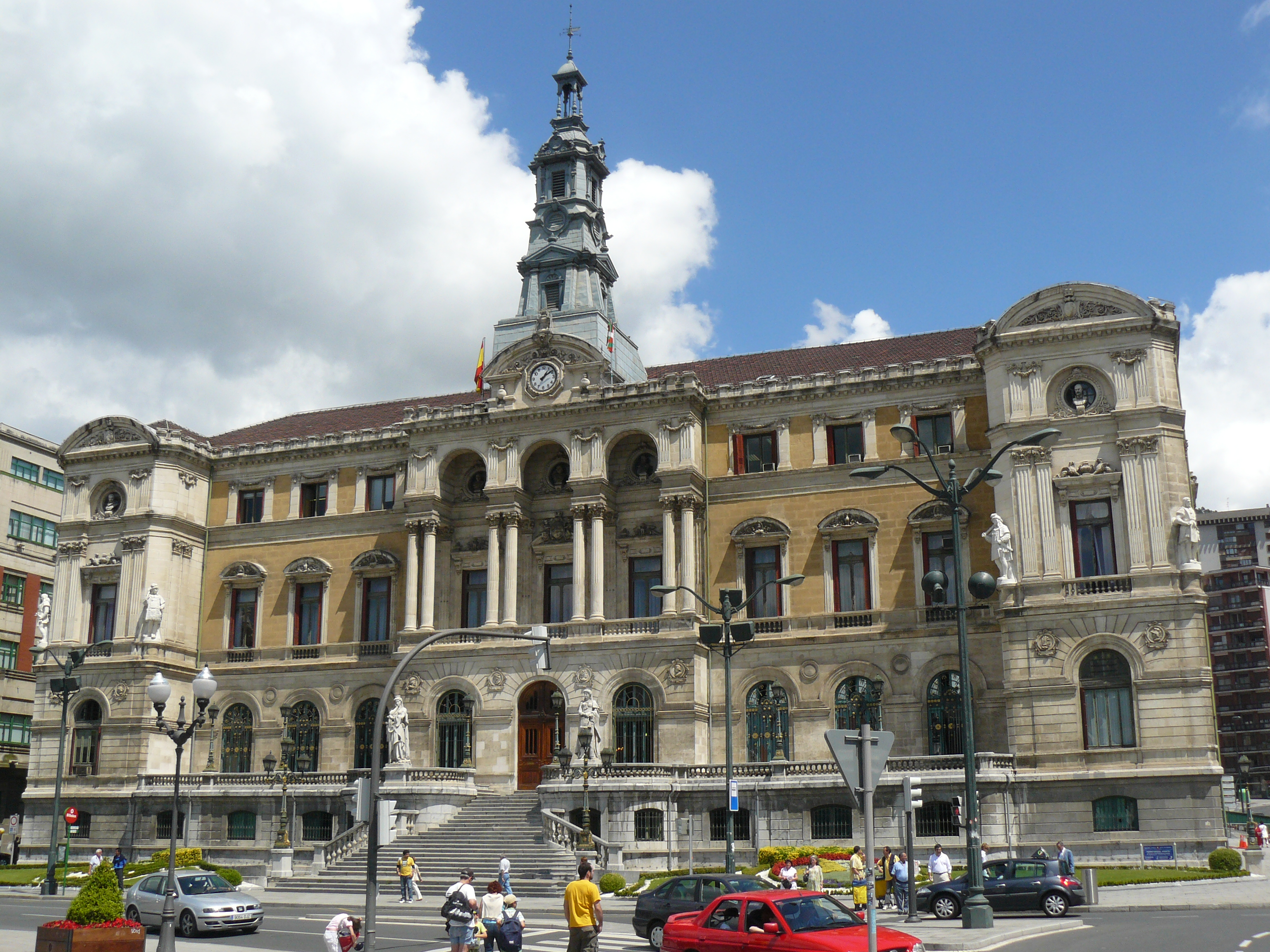
Casa consistorial de Bilbao.

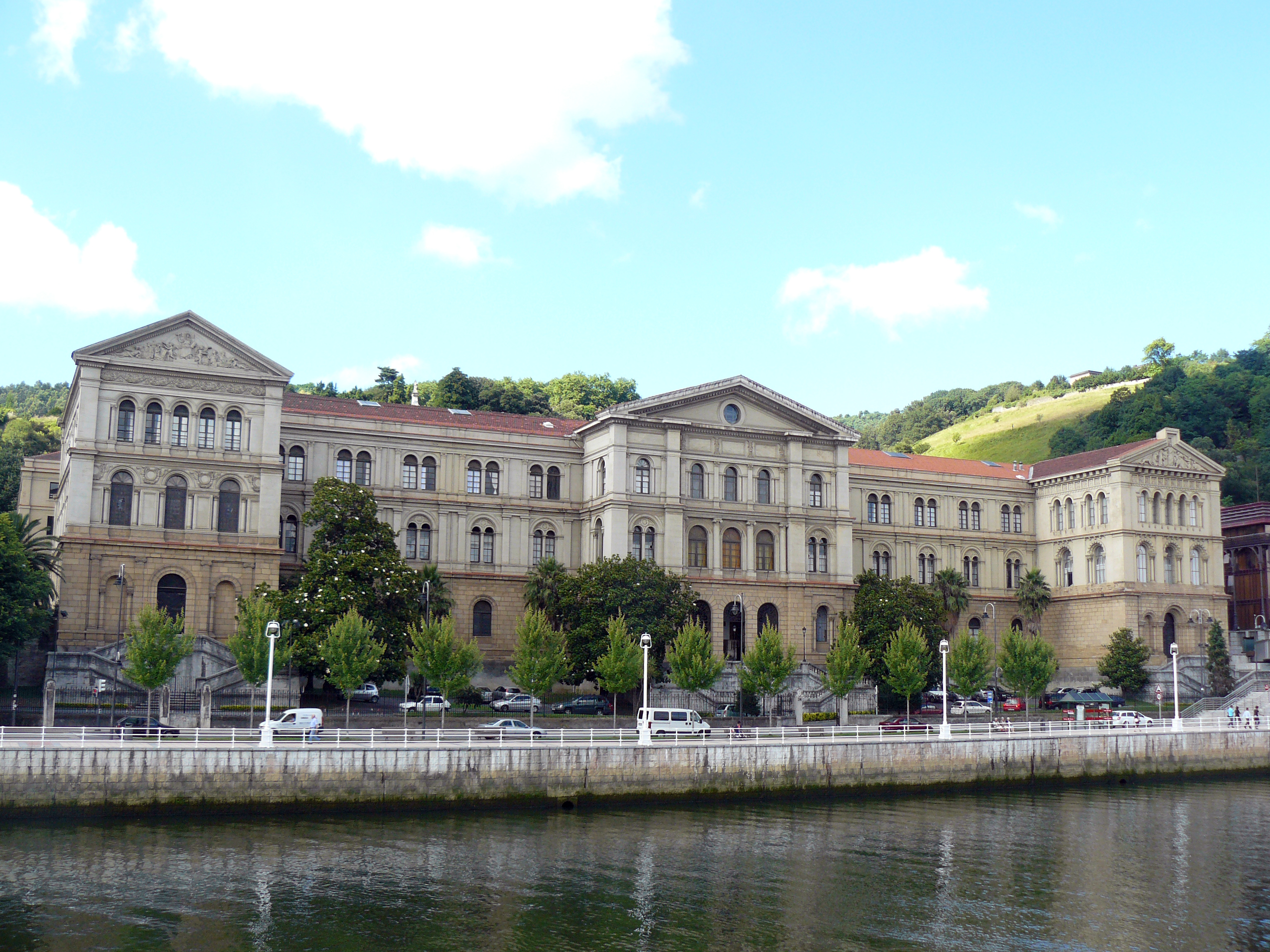
Universidad de Deusto.

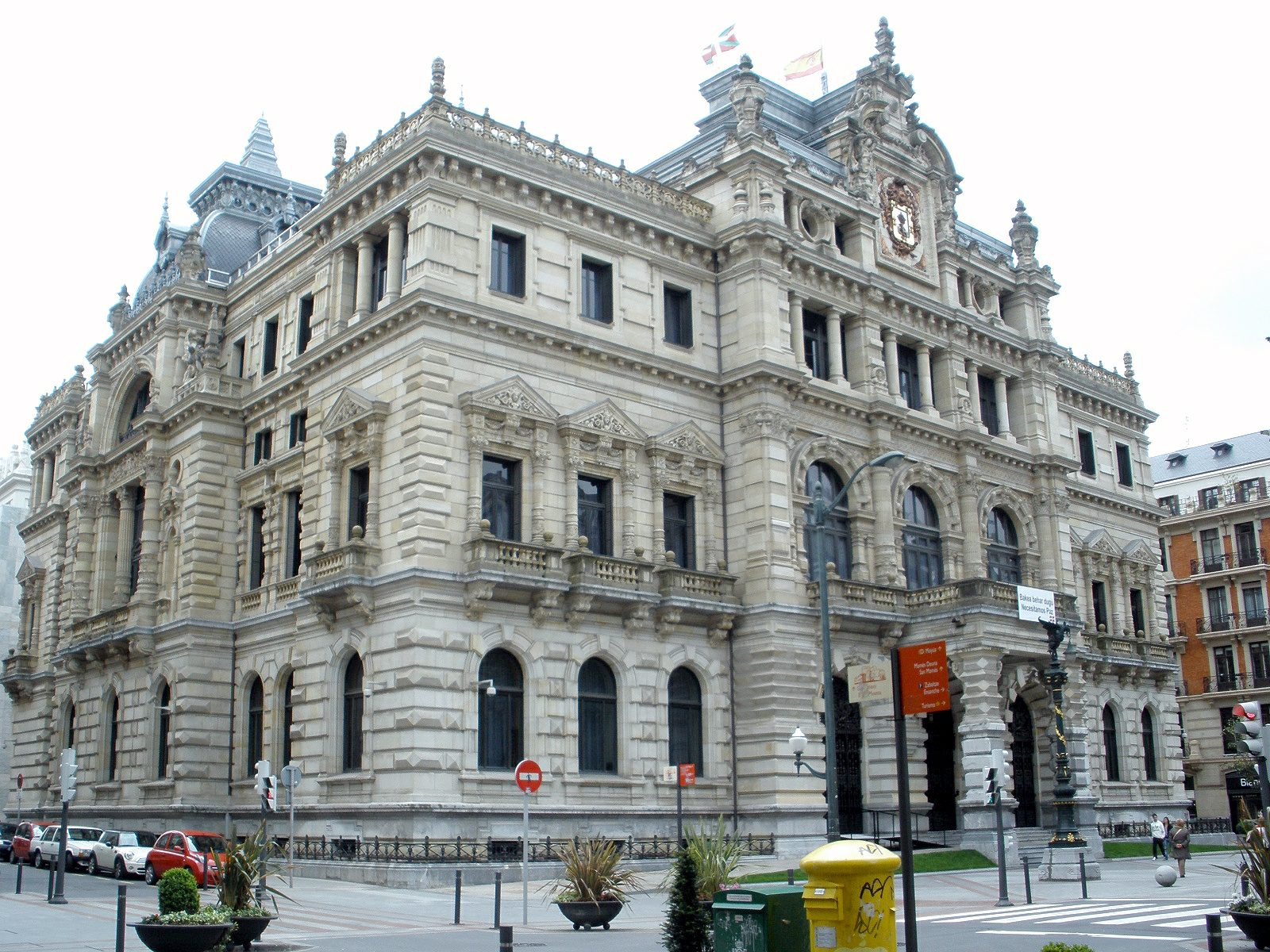
Palacio de la Diputación Foral

El eclecticismo en la arquitectura de Bilbao predomina entre 1850 y 1899. Dividido en dos períodos, con una fase de experimentación, el isabelino, de 1850 a 1868, y alcanza su madurez, con el alfonsino, de 1868 a 1899, sobre todo una vez aprobado el plan del Ensanche de Bilbao en 1876. 
Entre los arquitectos notables que aplican el eclecticismo en sus obras en Bilbao se encuentra Joaquín Rucoba y Severino Achúcarro, que también trabajó con el modernismo.

## Ejemplos de edificios
- Sede del Banco de Bilbao (1865-1868) - estilo beaux arts - Eugène Lavalle
- Casa consistorial de Bilbao (1882-1893) - estilo ecléctico - Joaquín Rucoba
- Universidad Literaria de Deusto (1883-1886) - estilo ecléctico - Francisco de Cubas
- Teatro Arriaga (1886-1890) - estilo ecléctico - Joaquín Rucoba (parcialmente reconstruido, entre 1914 y 1919 por Federico Ugalde tras un incendio)
- Sociedad El Sitio (1888-1890) - Severino Achúcarro
- Palacio Chavarri (1889) - Paul Hankar
- Palacio de la Diputación (1890-1900) - estilo eclecticismo alfonsino - Luís Aladrén
- Hotel Olabarri (1894) - Julián de Zubizarreta
- Edificio de la Sociedad Bilbaina (1913) - Emiliano Amann